# Boulevard Gabriel-Guist'hau
Le  boulevard Gabriel-Guist'hau est un boulevard de Nantes.

## Situation et accès
Située dans les quartiers centre-ville (partie sud) et Hauts-Pavés - Saint-Félix (partie nord), les rues Harouys et Marie-Anne-du-Boccage marquant la limite entre les deux quartiers, l'artère prolonge au nord la rue Mondésir et s'achève au sud sur la place Delorme. Sur son tracé, elle rencontre les rues du 14-Juillet, Harouys, Marie-Anne-du-Boccage, Descartes, Bertrand-Geslin, Marceau et Cassini.
Les doubles voies de circulation sont séparées par un terre-plein central constitué d'une allée piétonne plantée de chaque côté par une rangée de tulipiers de Virginie, de part et d'autre de laquelle sont disposées des places de stationnement.

## Origine du nom
Il porte le nom de Gabriel Guist'hau, maire de Nantes et par trois fois ministre.

## Historique
À l'emplacement de vergers et de moulins, Nicolas de L'Orme, riche bourgeois partisan de la Révolution française, décide de créer un nouveau quartier relié à Graslin et à Saint-Nicolas par de larges percées. En 1789, le « cours du Peuple », planté de 120 ormeaux, aboutit à la nouvelle place Mirabeau. Plus tard, la place et le boulevard, rebaptisés « Delorme » en 1795, deviennent une promenade appréciée des Nantais. La voie prend sa dénomination actuelle en 1936.
Le boulevard était bordé d'hôtels particuliers, qui ont progressivement été remplacés par des immeubles.

## Bâtiments remarquables et lieux de mémoire
- Statue d'Ange Guépin : le 14 juillet 1893, les autorités rendent un hommage appuyé à l'une des figures de la cité, Ange Guépin (1805-1875). Chirurgien et humaniste. La réalisation de cette statue, initiée par les milieux de la médecine et par les élus de la république, est confiée au sculpteur nantais Charles-Auguste Lebourg et au fondeur Jean-Simon Voruz. Détruite pendant l'Occupation, elle est remplacée à la Libération par un buste de pierre réalisé par le sculpteur Alfred Benon[1].
- Au no 1 se trouve un immeuble de la fin du XVIIIe siècle construit sur les plans de l'architecte nantais Mathurin Crucy.

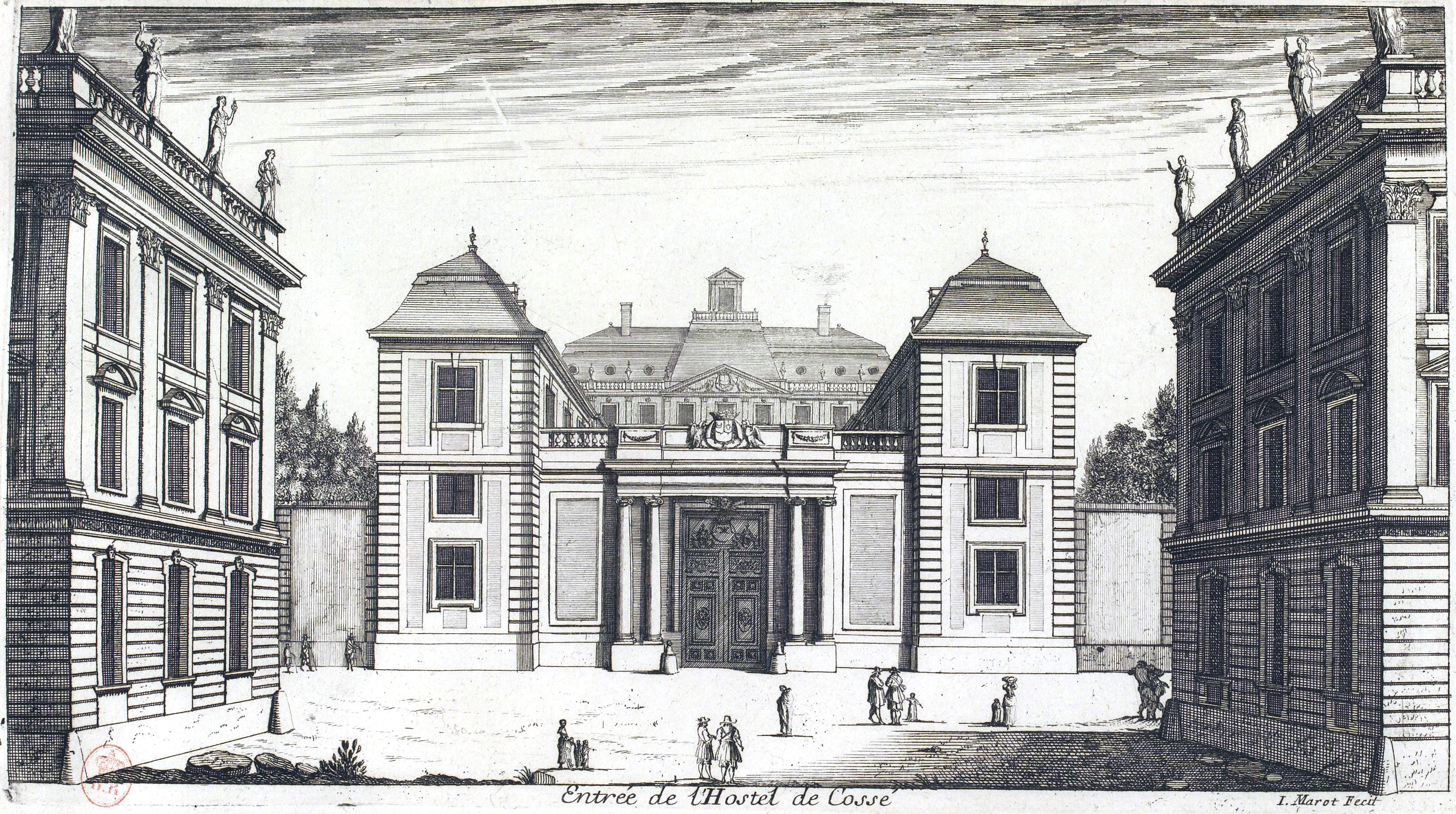
Hôtel de Cossé.

- no 9 de l'ancien boulevard Delorme : Alexandre Viot (1803-1889), armateur y habita
- no 17 de l'ancien boulevard Delorme : la famille Cossé y demeura
- no 19 de l'ancien boulevard Delorme : Adolphe Dubigeon y résida
- no 22 de l'ancien boulevard Delorme : Paul-Émile Sarradin y séjourna

## Sources
1. 1 2  « Le long des boulevards », panneau de présentation consulté sur site en septembre 2011